# Piloto automático (álbum)
Piloto automático é o terceiro álbum de estudo do cantor cubano Diego Gutiérrez. Mostra, como os anteriores trabalhos de Gutiérrez, grande variedade e versatilidade dos gêneros musicais, que vão do pop-rock à música latinoamericana, com uma mistura e fusão de música cubana, Nova Trova e folk.

## Produção
Este álbum foi gravado nos Estudos Abdala (Havana, Cuba), com uma produção musical baseada nos arranjos de Emilio Martiní e um formato variável de músicos, escolhidos segundo a variedade genérica do disco. Piloto automático representou uma volta aos temas reflexivos e nostálgicos, ainda que há vários temas com um ar e espírito mas optimistas.

## Lista de faixas
Todas as faixas escritas e compostas por Diego Gutiérrez. 
| N.º | Título                                              | Duração |  |
| 1.  | "Sólo viví"                                         |         |  |
| 2.  | "La casa se vuelve contra mí" (feat. David Torrens) |         |  |
| 3.  | "Las leyes del Tarot"                               |         |  |
| 4.  | "Quien provoca una pena"                            |         |  |
| 5.  | "Piloto automático"                                 |         |  |
| 6.  | "Algo hice mal"                                     |         |  |
| 7.  | "Sin palabras"                                      |         |  |
| 8.  | "Migas de pan"                                      |         |  |
| 9.  | "Todas las noches de un año"                        |         |  |
| 10. | "Como antes"                                        |         |  |

## Pessoal
Voz, guitarra acústica e coros: Diego Gutiérrez
Guitarra, guitarra acústica e coros: Emilio Martiní
Teclados e programações: Emilio Martiní
Baixo eléctrico track 1: Jan Cruz
Contrabajo em track 6: Gastón Jóia
Baixo eléctrico e Contrabajo nos demais temas: David Faya
Bateria: Otto Santana
Piano acústico em tracks 4, 5 e 6: Miguel Ángel de Armas
Percussão menor e misceláneas: Yosvany Betancourt
Saxofón em track 6: Jamil Scherry
Violín em tema 8: Jelien Baseio
Quena em track 5: Rodrigo Sosa
Coros nos tracks 1, 2, 4 e 5: Merlin Lorenzo, Rubiel Martin e Elisabeth Padrón
Segundas vozes em tracks 1, 3, 5, 7 e 9
Convidado na casa volta-se contra mim: David Torrens
Samples em track 3: ¨The Beatles ´´Lucy in the sky with diamonds¨¨
Produção musical: Emilio Martiní e Diego Gutiérrez
Produção executiva: Brenda Besada
Gravação: Ing. Daelsis Pena
Pós-Produção: Ing. Merlin Lorenzo
Mixing: Ing. Jose Raúl Varona
Mastering: Ing. Orestes Águila
Fotos: Alejandro Azcuy
Arte do álbum: Juan Carlos Viera